# HaBajit haJehudi
HaBajit haJehudi (hebräisch הַבַּיִת הַיְּהוּדִי ‚Jüdisches Heim‘, auch ‚Jüdisches Zuhause‘ oder ‚Jüdische Heimat‘) war eine orthodox-jüdische, nationalreligiöse, konservative Partei in Israel.
HaBajit haJehudi ging aus der nationalreligiösen Partei Mafdal und Teilen der Nationalen Union hervor, später kamen Überläufer vom Likud hinzu. Parteivorsitzender war von 2012 bis 2018 Naftali Bennett. In Medienberichten wird die Partei oft als Interessenvertretung jüdischer Siedler in den israelisch besetzten Gebieten charakterisiert und als „Siedlerpartei“ bzw. „siedlerfreundliche Partei“ bezeichnet. Unter der Führung von Bennett erschloss sie sich aber auch neue Wählerschichten. Von 2013 bis 2019 bildete sie eine Fraktionsgemeinschaft mit der ebenfalls nationalreligiösen Partei Tkuma; in der Legislaturperiode 2013–2015 stellte sie die viertgrößte Fraktion in der Knesset. Im Kabinett Netanjahu III (2013–2015) war sie mit fünf Ministern vertreten, in Netanjahus vierter Regierung mit drei.
Die beiden Minister Naftali Bennett und Ajelet Schaked verließen die Partei im Dezember 2018 und gründeten die Abspaltung HaJamin HeChadasch. Seit Februar 2019 wird HaBajit haJehudi von Rafi Peretz geführt. Nach der Spaltung hat die Partei stark an Bedeutung verloren. Bei den Wahlen 2019 und 2020 war sie Bestandteil des Bündnisses Jamina („nach rechts“). Seit der Wahl 2021 ist sie nicht mehr in der Knesset vertreten.
Die Partei „Jüdisches Heim“ ist nicht mit der säkular-nationalistischen Partei ähnlichen Namens Jisraʾel Beitenu („Unser Zuhause Israel“) zu verwechseln.

## Geschichte

### Gründung

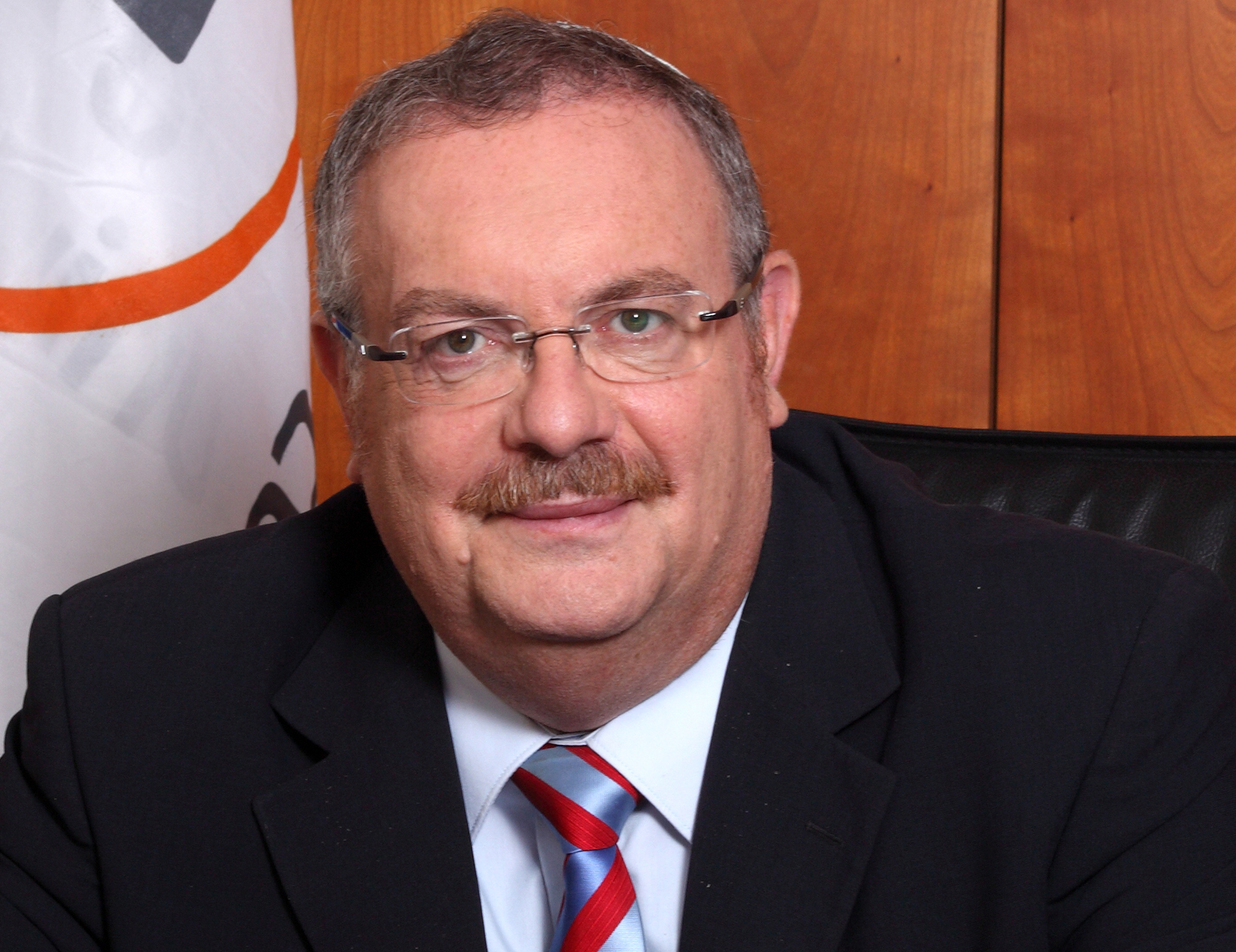
Daniel Herschkowitz

Die Partei entstand im November 2008 aus dem Zusammenschluss der nationalreligiösen  Partei Mafdal mit den bis dahin zur Nationalen Union (einem Bündnis rechter Parteien) gehörenden Parteien Moledet („Heimat“) und Tquma („Wiederaufrichtung“). Schon im Dezember 2008 spalteten sich beide Parteien aber wieder von der neuen Partei ab und kandidierten wieder im Rahmen der Nationalen Union bei der Knessetwahl 2009. So war die Partei Jüdisches Heim vorerst faktisch nur die Nationalreligiöse Partei mit neuem Namen. Erster Vorsitzender von HaBajit haJehudi war der Mathematik-Professor und Rabbiner Daniel Herschkowitz, der die Partei von 2008 bis 2012 führte.

### Knessetwahl 2009
Die Partei errang 2009 bei den israelischen Parlamentswahlen zur Knesset 3 von 120 Sitzen. Im Kabinett Netanjahu II (2009–2013) war sie mit Daniel Herschkowitz als Wissenschaftsminister vertreten.

### Bennett und die Knessetwahl 2013

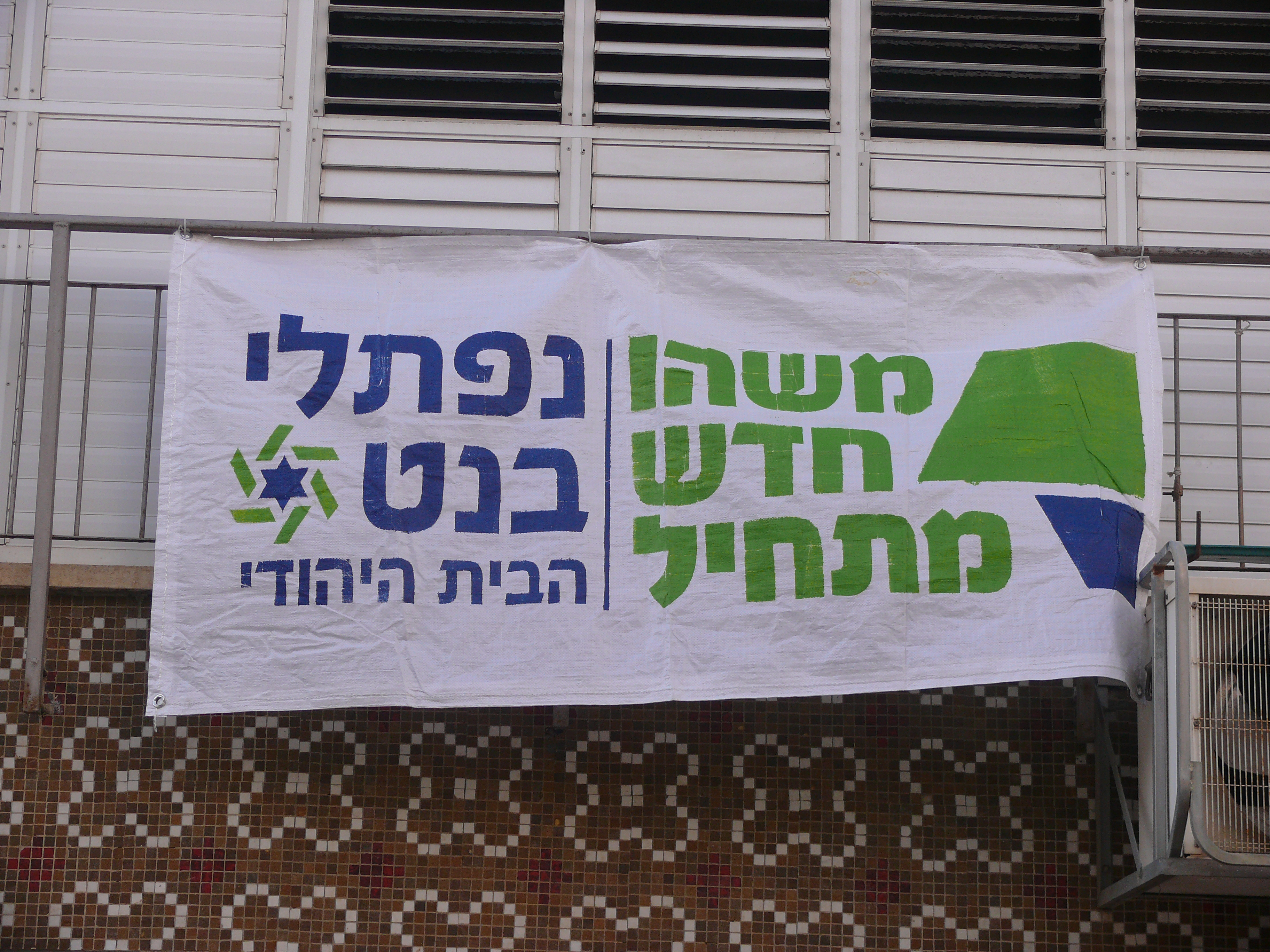
Wahlposter „Etwas Neues beginnt“ zu den Knessetwahlen 2013

Am 6. November 2012 wurde der erst kurz zuvor vom Likud übergetretene ehemalige IT-Unternehmer Naftali Bennett Parteivorsitzender. Im Vorfeld der vorgezogenen Wahl zur Knesset am 22. Januar 2013 einigte sich die Partei mit den Parteien Moledet und Tquma auf eine gemeinsame Liste.
Die beiden übrigen bisher zur Nationalen Union gehörenden Parteien Eretz Jisra’el Shelanu und HaTiqwa traten hingegen als ʿOtzma LeJisraʾel („Stärke für Israel“) bei der Wahl an. Das Bündnis verfehlte den Einzug in die Knesset.
Die Partei erhielt 12 Mandate bei der Knessetwahl 2013 und konnte ihr Ergebnis von sieben auf zwölf steigern. Neben Fragen der Sicherheit thematisierte Bennett auch innenpolitische Fragen und gewann viele junge Wähler. Die Partei wurde dabei viertstärkste Kraft und galt als „Netanjahus Wunschkandidat“ für eine Koalition. Am 15. März 2013 wurde der Koalitionsvertrag unterzeichnet, und am 18. März das Kabinett Netanjahu III vereidigt. Der Likud erhielt neun Ministerposten, Israel Beiteinu vier, Jesch Atid fünf, Ha-Tnuʿa zwei und das Jüdische Heim drei sowie den Vorsitz des politisch bedeutenden Finanzausschusses.
Bennett wurde Minister für Wirtschaft und Handel und war zugleich Minister für Religionsangelegenheiten sowie Minister für Diasporaangelegenheiten und Jerusalem. Bennett leitete zudem den Regierungsausschuss zur Reduzierung der Lebenshaltungskosten und zum Abbau der Wirtschaftskonzentration. Stellvertretender Minister für Religionsangelegenheiten wurde Eli Ben-Dahan, Uri Ariel Minister für Wohnungs- und Bauwesen und Uri Orbach Minister für Seniorenangelegenheiten.
Likud und Israel Beiteinu erhielten die außen- und sicherheitspolitisch zentralen Ämter, während das Jüdische Heim die Kontrolle über religiöse Institutionen erhielt, was wichtig für die kulturelle Hegemonie sei. Zudem ist der Wohnungsbau wichtig für die Klientel der Siedlerbewegung.
In den Koalitionsverhandlungen wurden zudem einzelne Abkommen vereinbart, die Jesch Atid, Ha-Tnuʿa und das Jüdische Heim jeweils mit Likud Beiteinu geschlossen hatten. Das Jüdische Heim forderte das „Nationalstaatsgesetz“, um den jüdischen Charakter Israels zu betonen. Außerdem wurde festgeschrieben, dass der Status nationalreligiöser Institutionen per Gesetz durch besondere Finanzierung sowie besonderen Status geschützt wird. Auch im neunköpfigen Sicherheitskabinett war Bennett vertreten. Schas und Vereinigtes Thora-Judentum wurden dabei ausdrücklich auf Wunsch der Partei aus den Koalitionsverhandlungen insgesamt ausgeschlossen.
Im September 2014 wurde die Parteiverfassung verändert. Bennett fiel damit nun das Recht zu, einen Kandidaten seiner Wahl von fünf auf die Parteiliste zu setzen und die Minister zu bestimmen. Einer von fünf Kandidatenplätzen ist ebenfalls Frauen vorbehalten. Ebenfalls in der traditionell national-religiösen Partei sind nun nicht-religiöse Mitglieder erlaubt. Dagegen waren die Knesset-Abgeordneten Yoni Chetboun und Moti Yogev, die fürchteten, dass das religiöse Ethos verschwinden könnte.

### Knessetwahl 2015

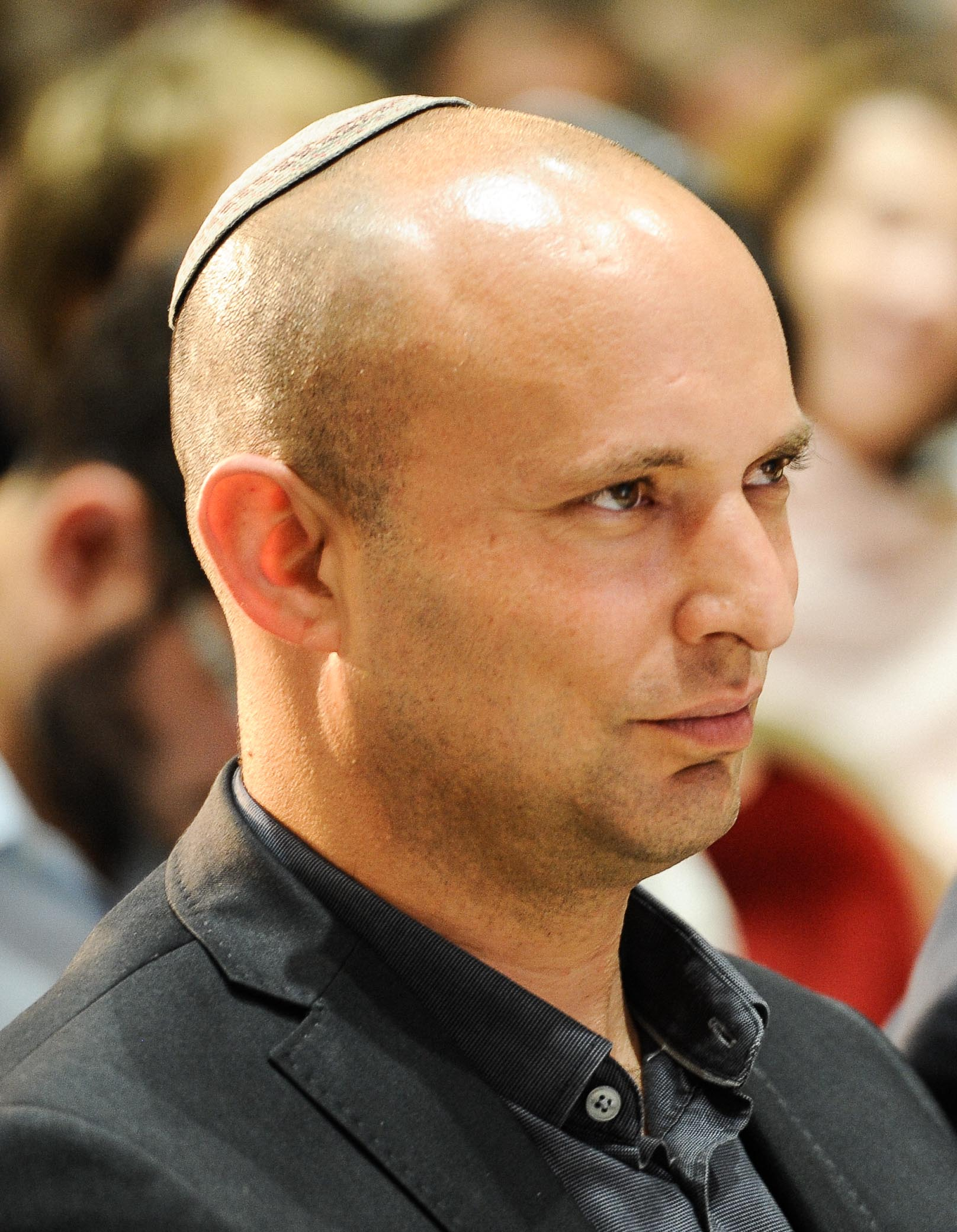
Naftali Bennett führte die Partei von 2012 bis 2018

Bei den Neuwahlen im März 2015 errang die Partei acht Knesset-Mandate. Im Kabinett Benjamin Netanjahu IV erhielt sie drei Ministerposten: Naftali Bennett (Bildung und Angelegenheiten der Diaspora), Ajelet Schaked (Justiz) sowie Uri Ariel (Landwirtschaft und ländliche Entwicklung).
HaBajit haJehudi war treibende Kraft hinter dem im Februar 2017 vom Parlament beschlossenen Legalisierungsgesetz, mit dem illegal auf palästinensischem Privatland errichtete Bauten nachträglich legalisiert werden. Betroffen davon sind bis zu 4000 Wohneinheiten im Westjordanland. Naftali Bennett freute sich nach der Abstimmung am Montagabend über einen „Wendepunkt“. Andere in seiner Partei bejubelten einen „historischen Tag für die Siedlerbewegung und für Israel“.
Im Juli 2018 wurde das Nationalstaatsgesetz vom Parlament verabschiedet, zu dem Ajelet Schaked einen Entwurf eingebracht hatte, um die Merkmale Israels als Nationalstaat des jüdischen Volkes in den Grundgesetzen des Staates zu verankern.

### Spaltung und Wahlen 2019–2021

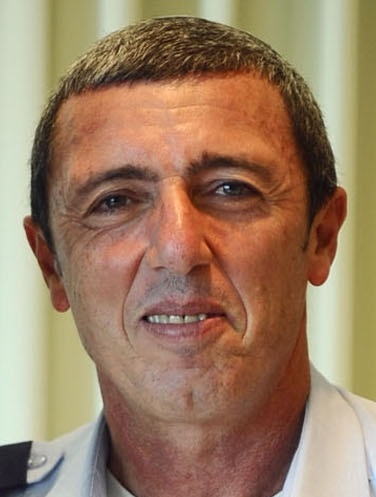
Rafi Peretz, Parteivorsitzender von 2019 bis 2021

Am 29. Dezember 2018 traten der Parteivorsitzende Bennett und Schaked aus der Partei aus. Sie gründeten einen Tag später zusammen mit einer weiteren Abgeordneten, Shuli Moalem-Refaeli, eine neue Fraktion in der Knesset mit dem Namen HaJamin HeChadasch („Die Neue Rechte“). Der ehemalige IDF-Oberrabbiner Rafi Peretz wurde am 4. Februar 2019 zum neuen Parteivorsitzenden gewählt.
Für die Parlamentswahl in Israel im April 2019 schloss sich die Partei HaBajit haJehudi zusammen mit den Parteien Tquma und Otzma Jehudit zum Wahlbündnis Union der rechten Parteien zusammen. Dieses erreichte bei der Wahl fünf Sitze in der Knesset (drei davon für Mitglieder von HaBajit haJehudi, zwei für Tquma). Die Abspaltung HaJamin HeChadasch, die unter Schaked und Bennett separat antrat, scheiterte hingegen knapp an der 3,25-Prozent-Hürde. In den Gesprächen zur Regierungsbildung votierte die Union der rechten Parteien für eine weitere Amtszeit Benjamin Netanjahus, der jedoch ebenso wenig wie sein Konkurrent Benny Gantz über eine Mehrheit verfügte. Der Vorsitzende von HaBajit haJehudi, Rafi Peretz, wurde als Nachfolger Naftali Bennetts zum Bildungsminister in Netanjahus geschäftsführender Regierung ernannt.
Zur vorgezogenen Parlamentswahl im September 2019 kandidierte die Partei mit HaJamin HeChadasch und Tquma – aber ohne Otzma Jehudit – im Wahlbündnis Jamina, welches sieben Sitze gewann und nach der Wahl sofort wieder aufgelöst wurde. HaBajit haJehudi entsandte zwei Abgeordnete in die Knesset, die mit den beiden Abgeordneten der Tquma eine Fraktionsgemeinschaft bildeten. Die drei Parlamentarier der HaJamin HeChadasch bildeten hingegen eine separate Fraktion. Die Parteien des Jamina-Bündnisses sprachen sich wieder für eine Neuauflage der Netanjahu-Regierung aus, es kam jedoch erneut zu einem Patt zwischen den beiden politischen Blöcken.
Somit wurde im März 2020 abermals neu gewählt. Im Vorfeld traf Rafi Peretz zunächst eine Absprache mit der Partei Otzma Jehudit, die der extremistischen Bewegung des Kahanismus nahesteht, noch bevor er Gespräche mit Tquma führte, die eigentlich als „natürlicher Partner“ von HaBajit haJehudi gilt. Dies löste starke innerparteiliche Kritik am Vorsitzenden aus. Schließlich fand die Partei wieder mit HaJamin HeChadasch und Tquma im Jamina-Bündnis zusammen. Peretz’ Entscheidung, Sarah Beck als zweitplatzierte Kandidatin der Partei zu nominieren – anstelle des bisherigen Abgeordneten Moti Yogev –, sorgte für neuerliche Unruhe in der Partei. Jamina bekam schließlich nur sechs Sitze in der Knesset; lediglich einer davon ging an ein Mitglied von HaBajit haJehudi, den Parteivorsitzenden Rafi Peretz. Dieser übernahm im Mai 2020 das Amt des Ministers für Jerusalemer Angelegenheiten im Kabinett Netanjahu V, während der Rest von Jamina in die Opposition ging. Peretz verließ darauf die Jamina-Fraktion und bildete eine Ein-Mann-Fraktion des HaBajit haJehudi. 
Nach Peretz’ Rückzug aus der Politik wurde im Januar 2021 die stellvertretende Bürgermeisterin von Jerusalem, Hagit Moshe, zur Parteivorsitzenden von HaBajit haJehudi gewählt. Sie ist die erste Frau an der Spitze einer religiös-zionistischen Partei. Zur Parlamentswahl im März 2021 trat HaBajit haJehudi wieder dem Bündnis Jamina bei. Nach der Wahl verzichtete Moshe auf ein Ministeramt im Kabinett Bennett-Lapid, obwohl ihr dies gemäß der vor der Wahl getroffenen Bündnisvereinbarung zugestanden hätte.

## Abgeordnete
| Knesset | Jahre     | Mandate | Mitglieder |
| ------- | --------- | ------- | --- |
| 18      | 2009–2013 | 3       | Daniel Hershkowitz, Uri Orbach, Zevulun Orlev |
| 19      | 2013–2015 | 8       | Naftali Bennett, Nissan Slomiansky, Ajelet Schaked, Uri Orbach(im Amt verstorben), Avi Wortzman, Moti Yogev, Yoni Chetboun, Schuli Moʿalem-Refaʾeli, Hillel Horowitz(ab 16. Februar 2015)                                                               |
| 20      | 2015–2019 | 6       | Naftali Bennett(Austritt 30. Dezember 2018), Ajelet Schaked(Austritt 30. Dezember 2018), Eli Ben-Dahan, Nissan Slomiansky, Yinon Magal(Rücktritt 3. Dezember 2015), Moti Yogev, Schuli Moʿalem-Refaʾeli(ab 9. Oktober 2015; Austritt 30. Dezember 2018) |
| 21      | 2019–2019 | 3       | Rafi Peretz, Moti Yogev, Idit Silman |
| 22      | 2019–2020 | 2       | Rafi Peretz, Moti Yogev |
| 23      | 2020–2021 | 1       | Rafi Peretz |